# Информационни технологии
Информационните технологии (ИТ, на немски: Informationstechnik) са група технологии, предназначени за събиране, обработка, съхранение, обмен, създаване и разпространение на текстово-информационна, графична, звукова, онлайн информация, като се използва за тази цел базирани на микроелектрониката устройства, компютри, принтери, скенери и мобилна и телекомуникационна техника. Информационните технологии обхващат практическото приложение на хардуера и електрониката, и информатиката, както и софтуерните технологии, и в това отношение споделят някои общи черти с инженерните дисциплини.

## Наименование
Понятието информационни технологии на английски: Information tehcnologies в съвременния си смисъл е използвано за пръв път през 1958 година в статия в Харвард Бизнес Ревю, където авторите Харолд Лийвит и Томас Уислър отбелязват, че „новата технология все още няма определено наименование. Ние ще я наричаме информационна технология (ИТ)“.
Тъй като обработваната информация най-често е в дискретизиран вид, информационните технологии понякога са наричани и цифрови (дигитални). Поради важната роля на комуникациите в съвременните средства за обработка на информация, често се използва и по-широкото понятие информационни и комуникационни технологии.

## Теоретична основа
В центъра на информационните технологии е информацията – тяхната основна задача е автоматизиране и систематизиране на работата с нея с помощта на изчислителна техника (компютри). Информацията е понятие, свързано с обективното свойство на материалните обекти и явления (процеси) да пораждат многообразие от състояния, които могат да се предават на други обекти чрез взаимодействия и да се запечатват в тяхната структура. Макар да не съществува общоприета конкретна дефиниция, обикновено под информация се разбира налично, използваемо знание. В по-тесния технически смисъл информацията е подредена редица от символи – данни.
Теоретичната основа на информационите технологии е информатиката – наука, занимаваща се със събирането, преобразуването, преноса и съхранението на информация с произволни, включително и автоматични, средства. Тя изучава информацията от гледна точка на нейната структурираност, количествените ѝ характеристики, формите и начините за нейното представяне, както и информационните процеси като композиция на основните информационни дейности и методите и средствата за тяхното автоматизиране. Информатиката произлиза от и е тясно свързана с математиката, лингвистиката, електронното инженерство и други науки.

## Техническа инфраструктура
Бързото развитие на информационните технологии и нарастването на тяхното стопанско значение се дължи на рязкото увеличение на разпространението и достъпността на техническите средства, на които те се базират. Така за периода 1986 – 2007 година в глобален мащаб основните параметри на техническата инфраструктура, като изчислителна мощност и капацитет на комуникационните мрежи и средствата за съхранение на информация, нарастват експоненциално, удвоявайки се за период от 1 до 3 години.

### Изчислителна техника
Информационните технологии използват за обработка и съхранение на информация електронноизчислителни машини – компютри. Първите електронни компютри се появяват в средата на 20 век, като само за няколко десетилетия ефективността и достъпността им нарастват до такава степен, че те започват да се използват в почти всяка област.
Съвременните компютри са изградени съгласно архитектурата на Джон фон Нойман, включваща пет обособени компонента: процесорно устройство, състоящо се от аритметично-логическо устройство и процесорни регистри, управляващ автомат, състоящ се от регистър за инструкции и програмен брояч, памет за съхранение на данни и инструкции, външни носители на информация и входно-изходни устройства. В повечето съвременни приложения на този модел процесорното устройство и управляващия автомат са обединени в едно устройство, наричано централен процесор и извършващо същинската обработка на информация. Външните носители, използвани най-често за дълготрайно съхранение на информация са твърдите дискове.
Устройството на повечето компютри е предвидено за обща употреба – те могат да изпълняват определен набор от прости логически и аритметични действия. За да се използват тези възможности за постигане на специфична функционалност, необходима за конкретните приложения на информационните технологии, компютрите изпълняват програми, наричани с общото име софтуер. Те представляват последователност от инструкции, в повечето случаи много сложна, които реализират практически даден алгоритъм и водят до решаването на някакъв конкретен проблем или клас от проблеми.
Някои електронноизчислителни машини, като персоналните компютри, са предназначени за пряко взаимодействие с хората и имат съответните входно-изходни устройства, като клавиатура или монитор. Така освен за обработка и съхранение на информация, те могат да служат и за нейното въвеждане и показване. Друга група компютри, често наричани сървъри, са предвидени главно за обработка и съхранение на информация. При тях входът и изходът на данни става предимно чрез свързването им с други компютри или специализирани устройства с помощта на комуникационни мрежи.

### Комуникационни мрежи
Фундаментално изследване в областта на феноменология на приложението на информационните технологии в комуникациите прави Edward N. Zalta в неговата статия Phenomenological Approaches to Ethics and Information Technology, Stanford Encyclopedia of Philosophy.

### Софтуер
Софтуерът е съвкупността от цялата информация от инструкции и данни, необходими за използването на компютрите за работа с информация. Обикновено инструкциите се задават като съвкупност от алгоритми, групирани като програми с различно предназначение. За създаването на програмите се използват различни езици за програмиране, като написания с тях изходен код обикновено се обработва с помощта на специализиран софтуер, за да се превърне в използваем софтуер.
Софтуерът обикновено се разделя на две основни групи – системен, който има общо предназначение, и приложен, който е насочен към конкретно приложение на информационните технологии. Към системния софтуер се отнасят програми, изпълняващи системни функции и грижещи се за компютърния хардуер и връзката между него и потребителя. Системният софтуер обикновено е обединен в пакет от взаимодействащи си програми, наричан операционна система. Предназначението на системния софтуер е да освободи авторите на приложни програми от пряко взаимодействие с компютърния хардуер, който е много разнороден. Той дава достъп хардуера, който е унифициран и независим от начина на работа на конкретните устройства. Приложният софтуер включва потребителските приложения и програми, работещи като краен продукт и тясно свързващи потребителя със софтуер от по-ниско ниво. Това са най-известните сред потребителите програми, с който те имат пряк контакт и използват най-често. Пример за такъв софтуер са компютърните игри, текстовите редактори, уеб браузърите и т.н.

## Приложение
Процесинг на данни и Съхранение на бази данни, Извличане на обстойни бази данни при имидж процесинг.

## Икономически перспективи
Според Американската асоциация за информационни технологии ИТ в контекста на бизнеса е „изучаването, дизайнът (проектирането), изграждането, приложението, поддръжката и мениджмънтът на компютърно базирани информационни системи“. Отговорностите на тези, които работят в областта, включват: мрежова администрация, разработка на софтуер, инсталация на софтуер, планиране и мениджмънт на технологичния цикъл в организацията, което включва поддръжката на софтуера и хардуера, включително обновяване (ъпгрейди) и замяна.
Бизнес стойността на ИТ е в автоматизацията на бизнес процесите, предоставянето на информация за вземане на решения, свързването на бизнесите с техните клиенти и предоставянето на средства за повишена продуктивност с оглед увеличаване на ефикасността.
Съвременните информационни технологии са изключително популярни и необходими, на база проникването им в почти всички работни сфери.